# Capparidastrum
Capparidastrum  es un género de plantas con flores  pertenecientes a la familia Capparaceae. Comprende 22 especies descritas y aceptadas.

## Descripción
Se trata de árboles o arbustos con estípulas diminutas y hojas simples y espiraladas. No tienen glándulas supraaxilares. Las flores son nocturnas, agrupadas en inflorescencias en racimos terminales, con cuatro sépalos de tamaño similar, cuatro pétalos, cuatro nectarios florales carnosos y de 20 a 150 estambres. Frutos en cápsulas. Se extienden desde el este y sur de México y las Antillas hasta el norte de Argentina.

## Taxonomía
El género fue descrito por John Hutchinson y publicado en The Genera of Flowering Plants 2: 310. 1967. La especie tipo es: Capparidastrum brasilianum (DC.) Hutch.	

## Especies aceptadas
A continuación se brinda un listado de las especies del género Capparidastrum aceptadas hasta marzo de 2012, ordenadas alfabéticamente. Para cada una se indica el nombre binomial seguido del autor, abreviado según las convenciones y usos.
- Capparidastrum bonifazianum (Cornejo & Iltis) Cornejo & Iltis
- Capparidastrum brasilianum (DC.) Hutch.
- Capparidastrum coimbranum (Cornejo & Iltis) Cornejo & Iltis
- Capparidastrum cuatrecasanum (Dugand) Cornejo & Iltis
- Capparidastrum discolor (Donn.Sm.) Cornejo & Iltis
- Capparidastrum elegans (Mart.) Hutch.
- Capparidastrum frondosum (Jacq.) Cornejo & Iltis
- Capparidastrum grandiflorum Cornejo & Iltis
- Capparidastrum huberi Iltis & Cornejo
- Capparidastrum humile (Hassl.) Cornejo & Iltis
- Capparidastrum macrophyllum (Kunth) Hutch.
- Capparidastrum megalospermum Cornejo & Iltis
- Capparidastrum mollicellum (Standl.) Cornejo & Iltis
- Capparidastrum osmanthum (Diels) Cornejo & Iltis
- Capparidastrum pachaca (Kunth) Hutch.	 - pachaca de Cumaná[3]
- Capparidastrum petiolare (Kunth) Hutch.
- Capparidastrum quinum (J.F.Macbr.) Cornejo & Iltis
- Capparidastrum quiriguense (Standl.) Cornejo & Iltis
- Capparidastrum sola (J.F.Macbr.) Cornejo & Iltis
- Capparidastrum sprucei (Eichler) Hutch.
- Capparidastrum tenuisiliquum (Jacq.) Hutch. - guriate de Cumaná[3]
- Capparidastrum tuxtlense Cornejo & Iltis[1]